# Ulerudstjärnet
Ulerudstjärnet är en sjö i Melleruds kommun och Åmåls kommun i Dalsland och ingår i Göta älvs huvudavrinningsområde. Sjön har en area på 0,303 kvadratkilometer och ligger 63,3 meter över havet. Sjön avvattnas av vattendraget Ånebäcken.

## Delavrinningsområde
Ulerudstjärnet ingår i det delavrinningsområde (653053-130574) som SMHI kallar för Mynnar i Bräcketjärnet. Medelhöjden är 80 meter över havet och ytan är 2,66 kvadratkilometer. Det finns ett avrinningsområde uppströms, och räknas det in blir den ackumulerade arean 13,23 kvadratkilometer. Ånebäcken som avvattnar avrinningsområdet har biflödesordning 4, vilket innebär att vattnet flödar genom totalt 4 vattendrag innan det når havet efter 172 kilometer. Avrinningsområdet består mestadels av skog (89 procent). Avrinningsområdet har 0,3 kvadratkilometer vattenytor vilket ger det en sjöprocent på 11,3 procent.